# دفتر یادداشت شیطان
دفتر یادداشت شیطان (به انگلیسی: The devils' notebook) چهارمین کتاب انتان لاوی است که در سال ۱۹۹۲ توسط انتشارات فرال هاوس (Feral House) منتشر شد. این کتاب دارای مقدمه‌ای از آدام پارفری روزنامه‌نگار آمریکایی است. کتاب شامل ۴۱ مقاله می‌باشد که لاوی در آن به تفسیر راجع به برخی موضوعات مثل سنت گریزی، علم غیب، مد روز، نازیسم، تروریسم، کانیبالیسم، اروتیسم، سیاست، تضعیف روحیه و مواردی دیگر می‌پردازد.
این کتاب به دستورالعملهایی اشاره می‌کند برای ایجاد آنچه که لاوی آن‌ها را «محیط های کامل» یا «مکان‌های انگیزش جادویی» می‌نامد. جایی که شخص روشنفکر می‌تواند از اثرات مخرب موجودیت معاصر بگریزد.